# Jerry Edward Wodsedalek
Jerry Edward Wodsedalek est un zoologiste américain, né le 5 août 1885 à Kewaunee et mort le 5 janvier 1967.

## Biographie
Il est le fils de Frank et de Marie née Posepney. Il obtient son Bachelor of Philosophy en 1910 à l’université du Visconsin, son Master of Philosophy en 1911 et son doctorat en 1913. Il se marie avec Hazel Mae Phillips le 28 août 1914.
Il enseigne d’abord à l’université de l’Idaho de 1913 à 1928 puis enseigne la zoologie à l’université de Minneapolis de 1928 à 1950, année où il est nommé professeur émérite.
Membre de diverses sociétés savantes, il fait notamment partie de l’American Association for the Advancement of Science et de l’American Society of Zoologists. Il est notamment l’auteur de :
- Natural history and general behavior of certain Ephemeridae (Madison, Wisconsin, 1913).
- General zoology laboratory guide (Burgess Publishing Company, Minneapolis, 1938, réédité en 1963).

## Source
- Allen G. Debus (dir.) (1968). World Who’s Who in Science. A Biographical Dictionary of Notable Scientists from Antiquity to the Present. Marquis-Who’s Who (Chicago) : xvi + 1855 p.